# Gunnel Kristiansson
Gunnel Kristiansson, född 4 november 1940, död i maj 2017 på Tjörn, var en svensk folklivsforskare, författare och föredragshållare. Hon publicerade ett tiotal böcker och skrifter om sjöfartshistoria, sägner och fornminnen från Tjörn och Bohuskusten. Hon var bland annat aktiv i föreningarna "De seglade för Tjörn" och "Sundsby Vänförening". Hon har dokumenterat viktiga utvecklingsperioder inom den kustnära sjöfarten och hembygden på Tjörn från 1800- och 1900-talet. Samlingarna, däribland en stor uppsättning kläder, skrifter och brev återfinns nu i samlingarna hos Tjörns Hembygdsförening. 